# اليوم العالمي للكلى
اليوم العالمي للكلى (WKD) هو حملة توعية صحية عالمية تركز على أهمية الكلى وتقليل تكرار وتأثير أمراض الكلى والمشاكل الصحية المرتبطة بها في جميع أنحاء العالم.
يتم الاحتفال باليوم العالمي للكلى سنويًا في يوم الخميس العاشر من شهر مارس. احتفلت 66 دولة بهذا التاريخ في عام 2006 كأول إحتفال باليوم العالمي للكلى. وفي غضون عامين، ارتفع هذا العدد إلى 88 دولة. WKD هي مبادرة مشتركة بين الجمعية الدولية لأمراض الكلى (ISN) والاتحاد الدولي لمؤسسات الكلى ( IFKF).  كان الهدف من هذا اليوم هو زيادة الوعي بأمراض الكلى. على الرغم من أن العديد منها قابل للعلاج، إلا أنها تشكل مصدر قلق طبي ثانوي لعدد كبير من السكان.

## وصلات إضافية
- الموقع الرسمي